# Волфганг Паули
Волфганг Ернст Паули (Беч, 25. април 1900 — Цирих, 15. децембар 1958) био је аустријско-швајцарски математичар, квантни физичар и нобеловац. Он је један од утемељитеља квантне механике. Рођен је у Бечу а студирао је у Минхену. Потицао је из познате прашке јеврејске породице. Докторирао (1921) код А. Сомерфелда на Универзитету у Минхену. Након постдокторске специјализације код Н. Бора у Копенхагену и М. Бора у Гетингену, отишао је 1923. на универзитет у Хамбургу, гдје је остао до 1928. Као студент А. Зомерфелда у петом семестру написао је за Математичку енциклопедију преглед о теорији релативности. Године 1924. формулисао је принцип искључења Паулијев принцип за који је 1945. године добио Нобелову награду за физику.
Волфганг Паули је био професор на Политехничкој високој школи у Цириху (од 1928. до 1931). Знатно је допринео разради теорије спина. Увео је матрице спина којима је 1926. објаснио парамагнетизам и помоћу којих је 1927. поставио таласну једначину која укључује члан магнетнога момента и која претходи Дираковом релативистичком опису електрона. Године 1930. поставио је хипотезу о постојању неутрина, честице без електричног набоја и масе мировања, која је 1956. експериментално потврђена. Ратне године (од 1940. до 1946) провео је у Институту за напредна истраживања у Принстону, Њу Џерзи (САД). Године 1946. вратио се у Цирих, одакле је са својим студентима помагао оживљавању истраживања из физике у послератној Европи. Уз заслуге за развој квантне физике и значајне радове из подручја теорије поља и математичких метода у теоријској физици, позната су његова писма којима је утицао на развој физике. Био је члан Америчке академије уметности и наука (од 1950) и Краљевског друштва (енгл. Royal Society; од 1953). Пред крај живота је своја искуства, обликована кроз сарадњу с личним психологом и пријатељем К. Г. Јунгом, желео да повеже са својим виђењем физике. Заједно су написали књигу Тумачење природе и психа (нем. Naturerklärung und Psyche, 1952).

## Животопис

### Ране године
Волфганг Ернст Паули рођен је у Бечу 25. априла 1900. као син Волфганга Јосефа Паулија (пре Волф Пашелес) и Берте Камил Шуц. Средње име Ернст добио је као знак почасти његовом куму, физичару Ернсту Маху. Његови деда и бака с очеве стране били су из истакнутих жидовских породица уз Прага, али се његов отац 1899, недуго пре вјенчања, преобратио с јудаизма на католицизам. Паулијеву је мајку у католичком окружењу одгојила њезина мајка, док је њен отац, Фридрих Шиц, био жидовски писац. Иако је Паули одгојен као католик, он и његови родитељи су ипак напустили цркву.
Паули је похађао бечку Деблингер гимназију, где је и матурирао 1918. године. Само два месеца након матуре, млади је Паули издао свој прави рад и то о Ајнштајновој општој теорији релативности. Студирао је на Универзитету Лудвиг-Максимилијан у Минхену, где му је професор био Арнолд Зомерфелд. Ту је и докторирао у јулу 1921. године захваљујући тези о квантној теорији јонизованог молекуларног водоника.
Сомерфелд је од Паулија тражио да прегледа теорију релативности за Encyklopaedie der mathematischen Wissenschaften (Енциклопедија математичких наука). Два месеца након докторирања, Паули је завршио свој чланак, који је тада имао 237 страница. Чланак је похвалио и сам Ајнштајн. Чланак је касније издан као монографија, те се и данас користи као врло важно штиво о тој теми.
Паули је годину дана провео на Универзитету у Гетингенуу као асистент Макса Борна, а следећу је годино боравио на Институту за теоријску физику у Копенхагену, који је 1965. постао Институт Нилс Бор. Од 1923. до 1928. обављао је дужност професора на Универзитета у Хамбургу. Током тог је раздобља Паули био јако важна личност за развој модерне теорије квантне механике. Најзначајнији доприноси су му принцип искључења и теорија о нерелативистичком спину.
Почетком 1931, недуго након развода и предвиђања нове честице - неутрина, Паули је доживео тежак слом. Убрзо је потражио помоћ стручњака, те се обратио психијатру Карлу Густаву Јунгу који је, као и Паули, живео у близини Цириха. Јунг је, иначе врсни стручњак са свог подручја, одмах почео да интерпретира Паулијеве архетипске снове, те је он постао један од Јунгових најбољих ученика. Убрзо је Паули почео да научно критикује епистемологију Јунгове теорије, што је довело до појашњења неких његових мисли, понајвише оних о синхроницитету. Велик део тих расправа налазио се у писмима које су Паули и Јунг измењивали, а данас се може начи и као збирка под насловом Атом и архетип. Јунгова исцрпна анализа преко 400 Паулијевих снова документована је у књизи Психологија и алкемија.
Године 1928, Паули је постао професор теоријске физике на ЕТХ Цириху где је постигао значајан научни напредак. Године 1931, био је гостујући професор на Универзитета у Мичигену, а 1935. и на Принстону. Године 1931. награђен је Лоренцовом медаљом.
Аншлус Аустрије 1938. учинио је Паулија немачким држављанином што се показало као проблем након избијања Другог светског рата 1939. године. Паули се 1940. преселио у САД, где је постао професор на Принстону. Године 1946. постао је натурализирани држављанин САД, мада се убрзо вратио у Цирих где је и остао до краја живота.
Године 1945, Шведска академија му је уручила Нобелову награду за физику за његов „одлучујући допринос кроз његово откриће новог закона природе 1925. године, принципа искључења или Паулијевог принципа”. За награду га је номиновао Алберт Ајнштајн.
Године 1958. Паули је добио медаљу Макса Планка. Исте године, оболео је од рака гуштераче. Када га је његов асистент, Чарлс Енз, посетио у његовој болничкој соби, Паули га је питао: „Јеси ли видео број собе?”. Био је то број 137. Паули је током целог свог живота био заокупљен константом фине структуре, бездимензијском константом која је износила отприлике 1/137. Паули је умро у тој болничкој соби 15. децембра 1958. године.

### Научни рад
Паули је, током живота, увелико допринео на подручју физике, понајвише квантне механике. Ретко је кад објављивао радове, те је више волео дуге коресподенције с колегама као што су Нилс Бор или Вернер Хајзенберг, с којима је имао добре пријатељске везе. Многе његове идеје и резултати нису издавани и могли су се наћи само у тим писмима, које су приматељи јако често копирали и давали другим научницима на увид. Паули се, изгледа, није бринуо што велик део његовог дела неће бити приписан њему.
Паули је 1924. предложио нови квантни ступањ слободе (или квантни број) с две могуће вредности, како би разрешио неуједначености између проматраног молекуларног спектра и теорије квантне механике која се формулирала. Тада је и формулисао славни Паулијев принцип искључења, можда његов најзначајнији допринос физици, у којем говори да два електрона (у истом атому) не могу имати исто квантно стање, односно све квантне бројеве, укључујући и овај нови који је увео сам Паули, једнаке у исто време. Значајан је и по раду на теорији спина, појму који је 1925. предложио Ралф Крониг како би дефинисао својеврсну ротацију честица. Џорџ Ухленбек и Самујел Голдсмит годину дана касније су дефинисали Паулијев квантни број као електронски спин.
Године 1926, недуго након што је Хајзенберг издао матричну теорију модерне квантне механике, Паули ју је искористио како би деривирао проматрани спектар водониковог атома. Ово сазнање било је важно како би се потврдила тачност Хајзенбергове теорије.
Паули је и увео 2 x 2 Паулијеве матрице као базу спинских оператора, тако решивши нерелативистичку теорију спина. За ово се откриће сматра да је утицало на Пола Дирака приликом формулирања Диракове једначине за релативистички електрон, мада је сам Дирак говорио како је и сам у исто време открио ове матрице, без Паулијевог утицаја. Дирак је формулисао сличне, али веће (4 x 4) спинске матрице како би боље објаснио његов релативистички однос према фермионском спину.
Године 1930, Паули је проучавао проблем β-распада. У писму датираном 4. децембра, које је упутио Лизи Мајтнер, а шаљиво започео „Драге радиоактивне даме и господо”, предложио је постојање дотад неоткривене неутралне честице изузетно мале масе, не веће од 1% масе протона, како би објаснио континуирани спектар β-распада. Године 1934, Енрико Ферми је инкорпорирао ту честицу, коју је назвао неутрино, у своју теорију β-распада. Неутрино су експериментално доказали 1956. године Фредерик Рајнес и Клајд Кован, две и по године пре Паулијеве смрти. Након што је примио телеграм с вестима, рекао је: „Хвала на поруци. Тко зна како чекати, тај и дочека. Паули.”
Године 1940, доказао је теорему о статистици спина, појаву која се јавља као резултат квантне теорије поља и говори да су све честице с полуцелобројним спином фермиони, а оне с целобројним бозони.
Године 1949, издао је рад о Паули-Виларсовој регуларизацији која даје важну одредбу за ренормализацију, односно уклањање бесконачности из квантних теорија поља.
Занимљиво је како је био и велик критичар модерне синтезе еволуцијске биологије, а поборници његових критика наводе епигенетско наслеђе као доказ и потврду његових критика.